# Pratt & Whitney TF30
Pratt & Whitney TF30 – silnik dwuprzepływowy z dopalaczem wyprodukowany przez firmę Pratt & Whitney, stosowany w samolotach F-111 Aardvark, F-14 Tomcat oraz A-7 Corsair II.